# Henri Chassin (libertaire)
Pour les articles homonymes, voir Henri Chassin.
Henri Chassin, né le 7 janvier 1887 dans le 19e arrondissement de Paris, ville où il est mort le 20 juillet 1964 à l'Hôpital Lariboisière dans le 10e arrondissement, est un poète, chansonnier libertaire et antimilitariste.

## Biographie

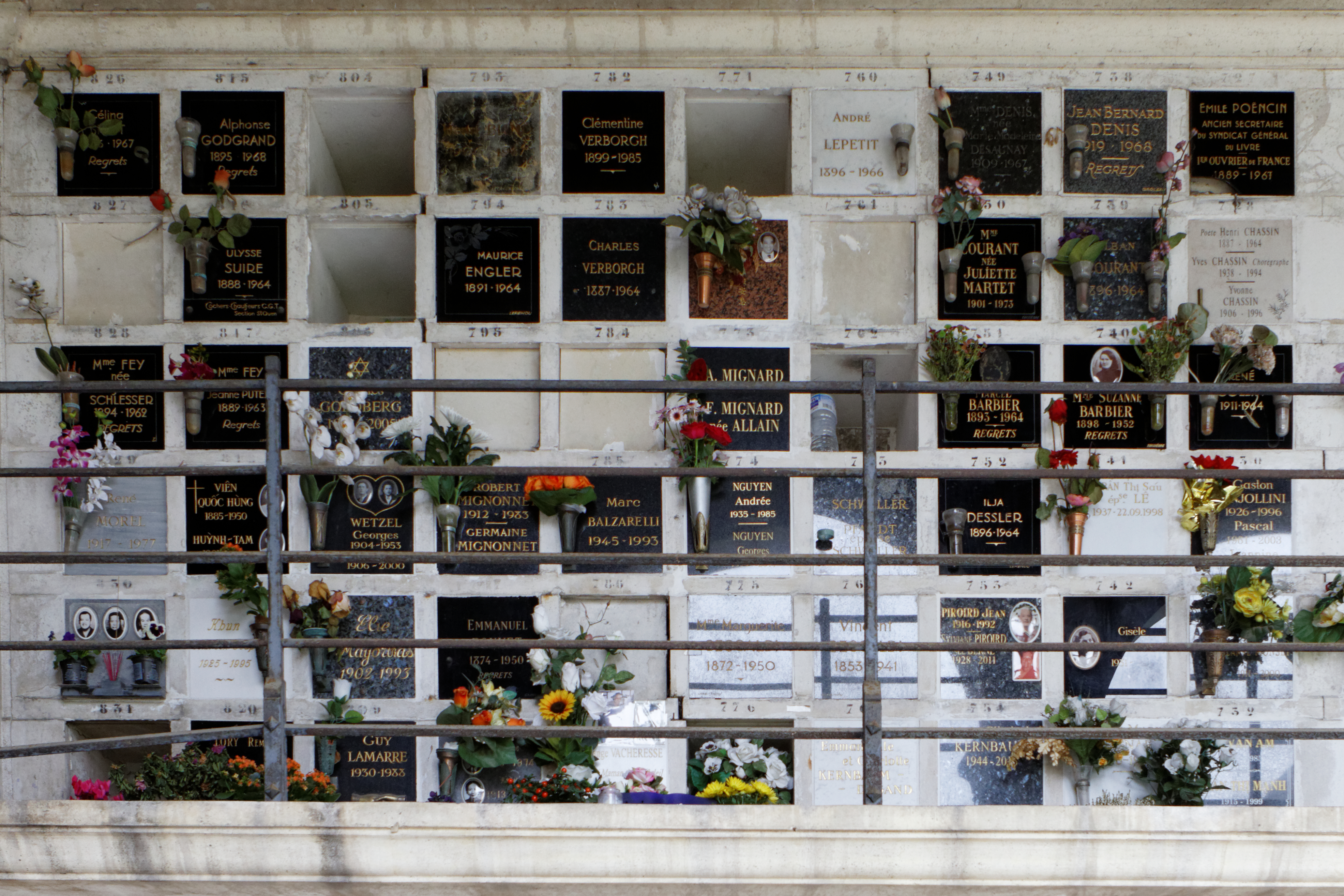
Tombe au cimetière du Père-Lachaise.

Henri Chassin se présentait comme « petit-fils de Communard ».
Adolescent, il fréquente les cabarets de Montmartre où il rencontre le poète Gaston Couté et le
chansonnier Xavier Privas.
Après sept années passées sous l'uniforme militaire chez les Zouaves, il est envoyé au front en 1914. Refusant de tuer, il déserte, mais est repris et envoyé pour cinq ans dans les bataillons disciplinaires d'Afrique à Sidi-Bel-Abbès. Il tente de s'en évader à trois reprises. Il est interné en hôpital psychiatrique.
Il est finalement libéré après la fin de la guerre et rentre comme cheminot à la Compagnie des chemins de fer du Nord. En 1920, il prend une part active à la grande grève du chemin de fer, ce qui lui vaut d'être poursuivi pour « complot contre la sureté de l’État », condamné puis révoqué de l'entreprise.
Il reprend alors des études et obtient une licence de droit, qui lui permet de trouver, en 1923, un emploi au service du contentieux chez Dunlop jusqu'à sa retraite en 1952. Il meurt le 20 juillet 1964 et est inhumé au columbarium du Père-Lachaise (case 728).

## Poète et chansonnier libertaire
Henri Chassin mène, en parallèle, une carrière de chansonnier. Il est l'auteur de poésies et de chansons engagées qu'il chante dans des cabarets montmartrois. Il interprète aussi des textes de Gaston Couté et d'Aristide Bruant. Il rejoint le groupe de La Vache Enragée et prend part aux activités de La Muse Rouge. Il relance, avec Bernard Salmon, le Club Les Hydropathes à Montparnasse sous le nom d'Aquadémie.
En 1920, il fut élu conseiller municipal de la commune libre de Montmartre avec 43 699 voix lors de la fondation de celle-ci.
En 1921, il collabore au Raffût journal d’action « contre toutes les iniquités », animé par Georges Cochon.
En 1927, il publie un recueil de ses poésies, Machin de Belleville.
Le 16 octobre 1933, il est initié en franc-maçonnerie à la loge Agni du Grand Orient de France à Paris.

## Œuvres
- Le Petit écrasé, poème..., Clichy, Stépé-Doré, 1908, notice.
- Machin de Belleville, préface de José Almira, introduction de Alcanter de Brahm, Paris, Éditions Radot, 1927, notice, Paris, Maison des écrivains, 1930, notice.